# Józef Winnicki (1789–1857)
Józef Winnicki (ur. 1789, zm. 30 października 1857 w Warszawie) – polski aktor, śpiewak i przedsiębiorca teatralny, dyrektor teatrów prowincjonalnych.

## Kariera aktorska
W latach: 1825–1830, 1834–1835, 1843–1847 oraz w sezonie 1851/1852 należał do zespołu teatru krakowskiego. Ponadto występował w zespołach teatrów prowincjonalnych: Wincentego Raszewskiego (1835-1839), Władysława Łozińskiego (1841), Juliusza Pheiffera (1843). Wystąpił m.in. w rolach: Miechodmucha (Krakowiacy i Górale), Bartoszewskiego (Żydzi), Jana (Śluby panieńskie), Orgona (Dożywocie), Konta (Pan Geldhab) i Kiliana (Wolny strzelec).

## Zarządzanie zespołami teatralnymi
W maju 1830 r. wspólnie z Feliksem Stobińskim i Janem Chrzcicielem Okońskim zorganizował zespół, wraz z którym występował na prowincji: w Tarnowie, Rzeszowie, Przemyślu, Samborze, Stanisławowie, Czerniowicach i Zaleszczykach.

## Życie prywatne
Był dwukrotnie żonaty: z Wiktorią Winnicką (nazwisko rodowe nieznane) oraz z Magdaleną Szumlasińską. Obie jego żony były aktorkami teatralnymi. W okresach, kiedy nie występował w teatrze był marszałkiem dworu u Ponińskich oraz sekretarzem księżnej Jabłonowskiej.